# Coralie Fargeat
Coralie Fargeat est une réalisatrice, scénariste et actrice française née le 24 novembre 1976 à Paris.
Elle est principalement remarquée avec son premier long-métrage, Revenge, présenté au Festival de Toronto en 2017. En 2024, elle remporte le prix du scénario au Festival de Cannes et est la deuxième réalisatrice française à être nommée à l'Oscar de la meilleure réalisatrice pour son deuxième long-métrage The Substance.

## Biographie

### Enfance et formation
Coralie Fargeat grandit à Paris, élevée par un père dirigeant d'une agence de publicité et une mère au foyer.
Elle étudie à Sciences Po, puis après avoir assisté à un tournage de film lors de sa dernière année, décroche un stage comme assistante. Elle étudie également une année à la Fémis dans le cadre de l'atelier de scénario en formation continue.

### Carrière
Elle réalise en 2003 un premier court-métrage, Le Télégramme, basé sur une nouvelle de Iain Crichton Smith qui dépeint les tensions au sein d'une communauté rurale. L'adaptation se concentre sur deux femmes, chacune attendant des nouvelles de son fils, voyant le facteur apparaître avec un télégramme fatidique et espérant ne pas être son destinataire. D'après Fargeat, il lui était nécessaire, pour trouver le financement d'un premier court-métrage, de suivre un scénario « normal » ; elle veille cependant à infuser la mise en scène d'éléments de genre et de tension, en jouant sur les visuels, les sons, ou le cadrage.
En 2007, elle crée, avec Anne-Élisabeth Blateau, Les Fées cloches, une mini-série comique pour la jeunesse où elles jouent toutes deux, diffusée du lundi au vendredi sur TF1.
En 2014, elle réalise un deuxième court métrage, Reality +, qui préfigure ce que sera dix ans plus tard son film The Substance. Dans ce court, aux moyens financiers limités, la population a accès à une technologie leur permettant de changer d'apparence pendant quelques heures.
En 2017, elle se fait connaître avec son premier long métrage, Revenge, un thriller de rape and revenge.
En 2024, elle présente The Substance au festival de Cannes, où elle dirige Demi Moore et Margaret Qualley. Sélectionné en compétition officielle, le film remporte le prix du scénario, et vaut quelques mois plus tard à Fargeat d'être nommée à l'Oscar de la meilleure réalisatrice, une distinction rare pour l'autrice d'un film de genre.

### Engagement
Elle est membre du collectif 50/50 qui a pour but de promouvoir l'égalité des femmes et des hommes et la diversité dans le cinéma et l’audiovisuel,.

## Filmographie

### Cinéma

#### Longs métrages
- 2017 : Revenge
- 2024 : The Substance

#### Courts métrages
- 2003 : Le Télégramme
- 2014 : Reality+

### Télévision

#### Série télévisée
- 2008 : Les Fées cloches
- 2022 : Sandman (épisode 9)

## Distinctions

### Décorations
- Chevalier de l'ordre national du Mérite (nomination du 15 mai 2025)[13].
- Chevalier de l'ordre des Arts et des Lettres (2025)[14]

### Récompenses
- Festival international du film fantastique de Catalogne 2017 : Prix de la meilleure réalisatrice pour Revenge
- Festival de Cannes 2024 : Prix du scénario pour The Substance
- Festival international du film de Toronto 2024 : People's Choice Award (section Midnight Madness) pour The Substance
- Critics' Choice Movie Awards 2025 : meilleur scénario original pour The Substance

### Nominations
- César 2025 : meilleur film étranger pour The Substance
- Golden Globes 2025 :
  - Meilleure réalisation pour The Substance
  - Meilleur scénario
- Oscars 2025 :  
  - Meilleur film
  - Meilleur réalisatrice pour The Substance
  - Meilleur scénario original

### Sélections
- Festival de Toronto 2017 : sélection officielle, en compétition pour Revenge
- Festival de Gérardmer 2018 : sélection officielle, en compétition pour Revenge
- Festival de Cannes 2024 : sélection officielle, en compétition pour The Substance